# Psalydolytta brittoni
Psalydolytta brittoni es una especie de coleóptero de la familia Meloidae.

## Distribución geográfica
Habita en Malaui.